# 成都市田家炳中学
成都市田家炳中学始建于1925年，位于锦江北岸。曾用名“成城中学”、“川大附中”、“成都十九中”。2003年更名为成都市田家炳中学。